# Sexton (ort i Australien)
Sexton är en ort i Australien. Den ligger i kommunen Gympie Regional Council och delstaten Queensland, omkring 170 kilometer norr om delstatshuvudstaden Brisbane.
Trakten runt Sexton är nära nog obefolkad, med mindre än två invånare per kvadratkilometer.. Det finns inga andra samhällen i närheten. 
I omgivningarna runt Sexton växer huvudsakligen savannskog. Genomsnittlig årsnederbörd är 1 323 millimeter. Den regnigaste månaden är mars, med i genomsnitt 254 mm nederbörd, och den torraste är september, med 31 mm nederbörd.